# Daisuke Watanabe
Daisuke Watanabe (渡辺 大輔 Watanabe Daisuke?,  Prefectura de Kanagawa, Japón, 6 de noviembre de 1982) es un actor japonés, afiliado a BMI Inc. Es conocido por sus roles de Kunimitsu Tezuka en los musicales de The Prince of Tennis y Giichi "Gii" Saki en la serie de películas de Takumi-kun Series.

## Biografía
Watanabe nació el 6 de noviembre de 1982 en la prefectura de Kanagawa, Japón. Durante su juventud aspiraba a ser nadador olímpico, pero finalmente se decidió por ser actor mientras asistía la escuela secundaria. Sin embargo, Watanabe ingresó a la Universidad Seisa Dōto por consejo familiar, donde estudió diseño arquitectónico. Tras graduarse, estaba decidido a ingresar a la industria del entretenimiento mientras trabajaba a tiempo parcial. En 2005, participó en una audición de reclutamiento de la agencia WFoxx, la cual aprobó.
En 2006, debutó como actor interpretando a George Ikaruga en la serie Ultraman Mebius. Inicialmente, Watanabe había audicionado para el personaje principal de Mirai Hibino, pero fue elegido como Ikaruga por recomendación del productor Kazuo Tsuburaya, quien supervisó la serie personalmente. En diciembre de 2007, apareció como Kunimitsu Tezuka en los musicales de The Prince of Tennis como parte de la cuarta generación de actores. En 2009, protagonizó la película Takumi-kun Series 2: Niji Irō no Garasu; repitió este rol en otras tres adaptaciones de la franquicia en 2010 y 2011, respectivamente. Desde entonces aparece principalmente en musicales y obras de teatro.
El 29 de diciembre de 2020, contrajo matrimonio con la también actriz Ami Norimatsu.

## Filmografía

### Televisión
- Ultraman Mebius (2006, CBC Television/TBS) como George Ikaruga
- Danshiing!! (2012-13, Tokyo MX)
- Club SLAZY Extra invitation ～Malachite～ (2017-18, Tokyo MX 1) como King

### Películas
- Ultraman Mebius & Ultraman Brothers (2006) como George Ikaruga
- Takumi-kun Series 2: Niji Irō no Garasu (2009) como Giichi "Gii" Saki
- Keitai Kareshi (2009) como Ryō
- Kaki (2009) como Mitsuharu
- Takumi-kun Series 3: Bibō no Detail (2010) como Giichi "Gii" Saki
- Gachinko Kenka Jōtō (2010) como Jirō Kinoshita
- Takumi-kun Series 4: Pure (2010) como Giichi "Gii" Saki
- Takumi-kun Series 5: Ano, Hareta Aozora (2011) como Giichi "Gii" Saki
- Fumō Kaigi (2013) como Chūi Arahata
- Bokutachi no Kōgen Hotel (2013) como Ryūya Sawashiro
- Magic Knight (2014) como Hasu Kujō
- Kabadīn!!!!!!!: Ika kuro kōkō-hen (2014) como Jun Fushimi

### Show de variedades
- Sasukemania: Sportsman No.1 Decision Battle (2007, TBS) c
- Ikemen no Hōsoku (2009, Kansai TV)
- Umai ~tsu! (2012, NHK)